# 大分機場道路

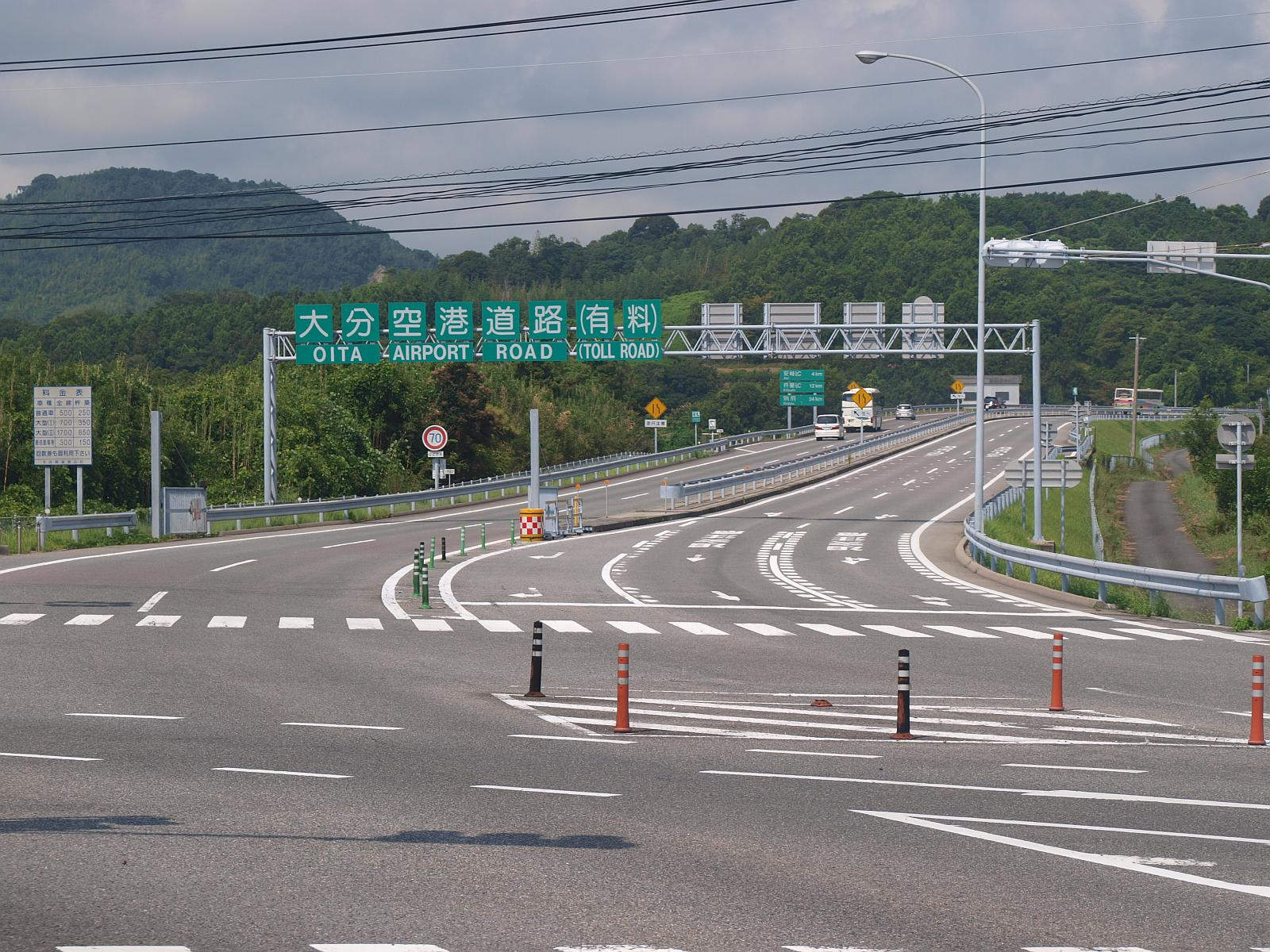
大分機場道路（國道213號安岐十字路口）

大分機場道路（日语：／），是一條連接大分縣速見郡日出町與大分機場的地域高規格道路。此道路可連接日出繞道前往速見IC。在2010年12月1日後，全線免費通行，並由大分縣別府土木事務所管理。

## 概要

### 國道10號日出繞道
請參考日出繞道。

### 國道213號大分機場道路（延伸部分）
- 起點：大分縣速見郡日出町大字藤原（日出IC）
- 終點：大分縣速見郡日出町大字藤原（藤原IC）
- 全長：2.5km
- 道路寬度：10.5m
- 行車線寬度：3.5m
- 行車線 : 暫定2車線

### 國道213號大分機場道路及大分縣道404號糸原杵築線
- 起點：大分縣速見郡日出町大字大神（日出十字路口）
- 終點：大分縣國東市安岐町鹽屋（安岐十字路口）
- 全長：20.4km
- 道路寬度：10.5m
- 行車線寬度：3.5m
- 行車線 : 暫定2車線

## 年表
- 1991年11月25日 - 大分機場道路日出十字路口至安岐十字路口之間開通。
- 2002年3月30日 - 大分機場道路藤原JCT至日出IC之間開通。
- 2010年12月1日 - 全線免費通行。

## 交流道

### 國道10號日出繞道
請參考日出繞道。

### 國道213號大分機場道路（延伸部分）
| IC編號   | 施設名  | 連接路線名 | 自日出IC 距離(km) | 所在地 | 所在地       |
| -------- | ------- | ---------- | ----------------- | ------ | ------------ |
| 日出繞道 |         |            |                   |        |              |
| 1        | 日出IC  | 國道10號   | 0.0               | 大分縣 | 速見郡日出町 |
| 2        | 藤原JCT | 本線       | 2.5               | 大分縣 | 速見郡日出町 |

### 國道213號大分機場道路及大分縣道404號糸原杵築線
| IC編號 | 施設名       | 連接路線名              | 自起點 距離(km) | 備註       | 所在地 | 所在地       |
| ------ | ------------ | ----------------------- | --------------- | ---------- | ------ | ------------ |
| -      | 日出十字路口 | 國道213號               | 0.0             |            | 大分縣 | 速見郡日出町 |
| 2      | 藤原JCT      | 延伸部分                |                 |            | 大分縣 | 速見郡日出町 |
| -      | 相原PA       |                         |                 | 只設下行線 | 大分縣 | 杵築市       |
| 3      | 杵築IC/TB    | 大分縣道49號大田杵築線  | 10.6            | 收費站停用 | 大分縣 | 杵築市       |
| 4      | 安岐IC       | 大分縣道404號糸原杵築線 | 18.6            |            | 大分縣 | 國東市       |
| -      | 安岐十字路口 | 國道213號               | 20.4            |            | 大分縣 | 國東市       |

## 外部連結
- 大分縣別府土木事務所 （页面存档备份，存于）（日語）